# Дьяков, Дмитрий Георгиевич
Дмитрий Георгиевич Дьяков (рум. Dumitru Diacov; род. 10 февраля 1952, Каргаполье, Курганская область) — председатель парламента Республики Молдова (1998—2001), Председатель Демократической партии Молдовы (1997—2009, почётный председатель с 2009), депутат парламента Республики Молдова (1994—2001, 2005—2021).

## Биография
Дмитий Георгиевич Дьяков родился 10 февраля 1952 года в селе Каргаполье Каргапольского сельсовета Каргапольского района Курганской области РСФСР, ныне рабочий посёлок — административный центр Каргапольского муниципального округа той же области (по другим данным родился в посёлке Каргаполье Зерносовхозного поссовета того же района и области, ныне посёлок сельского типа входит в тот же муниципальный округ). Сын молдавских крестьян (потомков выходцев из Бессарабии), которые в 1949 году были депортированы в Сибирь из села Башкалия Комратского района Молдавской ССР. В 1956 году вместе с родителями вернулся в село Башкалия.

### Профессиональная карьера
В 1969 году поступил на отделение журналистики филологического факультета Московского государственного университета имени М. В. Ломоносова. В 1971 году перевёлся на факультет журналистики Белорусского государственного университета имени В. И. Ленина.
С 1972 года член КПСС.
В 1974 году окончил факультет журналистики Белорусского государственного университета имени В. И. Ленина (Минск), получив специальность «журналист».
До 1977 года работал редактором и главным редактором передач на Телевидении Молдовы.
В 1977—1979 годах был инструктором по идеологической работе в Центральном Комитете Ленинского Коммунистического Союза Молодежи (ЛКСМ) Молдавии, в 1981—1984 годах — заведующий отделом Центрального Комитета комсомола Молдавии.
С 1984 года работал корреспондентом всесоюзной газеты «Комсомольская правда». В 1986—1988 годах находился в Москве, в качестве советника секретариата Центрального Комитета ВЛКСМ.
В период с 1988 по 1989 год был консультантом Отдела внешних связей ЦК КПСС. В период 1989—1993 год, был главой отдела информационного агентства ИТАР-ТАСС в Бухаресте.
Вернулся в Республику Молдова в 1993 году. В течение года был советником и главой департамента в посольстве Республики Молдова в Российской Федерации.

### Политическая карьера
В 1994 году Дмитрий Дьяков избирается в Парламент Республики Молдова по спискам Аграрно-демократической партии Молдовы, не являясь членом партии.
В период с 1995 по 1997 год был вице-председателем парламента Республики Молдова. После парламентских выборов 1998 года, 23 апреля избран в качестве председателя молдавского парламента XIII созыва. Занимал эту должность по 25 февраля 2001 года и был исполняющим обязанности председателя парламента Республики Молдова с 25 февраля по 20 марта 2001 года, до выборов нового парламента.
В 1997-2000 годах Дмитрий Дьяков является председателем общественно-политического движения «За демократическую и процветающую Молдову». На выборах 22 марта 1998 года его партия получила 18,16 % голосов и 24 места в парламенте (из 101).
С 2000 года председатель Демократической партии Молдовы. На парламентских выборах 25 февраля 2001 года Демократическая партия Молдовы (ДПМ), получает 5,02 % голосов и ни одного места в парламенте. На парламентских выборах 6 марта 2005 года Демократическая партия Молдовы (ДПМ), а также Альянс «Наша Молдова» (АНМ) и Социал-либеральная партия (СЛП) участвуют в составе блока «Демократическая Молдова» (БДМ), который получает 28,53 % голосов и 34 места в парламенте.
После выборов, 8 депутатов Демократической партии Молдовы выходят из блока «Демократическая Молдова» и создают свою собственную фракцию, которая поддерживает Владимира Воронина на выборах президента Республики Молдова.
В июне 2009 года предложил свой пост председателя ДПМ Мариану Лупу. Дьяков стал почётным председателем Демократической партии Молдовы и лидером парламентской фракции ДПМ.
В ходе парламентских выборов в Республике Молдова 24 февраля 2019 года избран депутатом в Парламент Республики Молдова X созыва от округа № 40 г. Чимишлия. Президент Фракции Демократической партии Молдовы, член комиссии по внешней политике и европейской интеграции.
В ноябре 2022 года заявил, что уходит из политики и остается лишь председателем Фонда «За демократию и прогресс».

## Награды
- Орден Республики, 21 ноября 2013 года[7]
- Орден Почёта, 2007 год[8]
- Медаль «МПА СНГ. 25 лет» (27 марта 2017 года, Межпарламентская ассамблея СНГ) — за заслуги в деле развития и укрепления парламентаризма, за вклад в развитие и совершенствование правовых основ функционирования Содружества Независимых Государств, укрепление международных связей и межпарламентского сотрудничества[9]

## Владение языками
Дмитрий Дьяков свободно владеет румынским, русским и немного французским языками.

## Семья
Мать умерла рано, в 38 лет.
Дмитрий Дьяков женат (жена Татьяна), воспитал 2 дочерей: Наталья Дьякова - Стати (бывший муж -Габриэль Стати, трое детей) и Олеся Дьякова.
Его брат Иван Дьяков (Ivan Diacov, род. 6 июля 1953 года) до ноября 2015 года работал прокурором Кишинёва.